# Oussama Tannane
Oussama Tannane (Tétouan, 23 marzo 1994) è un calciatore marocchino con cittadinanza olandese, attaccante dell'Umm-Salal.

## Biografia
Tennane nasce a Tétouan, in Marocco ma cresce ad Amsterdam, nei Paesi Bassi, dove si trasferisce da giovanissimo insieme ai genitori. È in possesso del doppio passaporto (marocchino e olandese).

## Caratteristiche tecniche
Tipico esterno offensivo, rapido, forte nell'uno contro uno e dal dribbling secco. È un mancino, ama partire da destra per poter liberare il tiro da fuori area.

## Carriera

### Club

#### Gli esordi: le giovanili e il debutto con l'Heerenveen
Inizia a giocare a calcio in un piccolo club locale di Amsterdam, il Zeeburgia, facendosi immediatamente notare per un indiscutibile talento. Passa quindi nelle giovanili dell'Ajax dove però rimane poco tempo a causa di problemi comportamentali. Seguiranno brevi esperienze all'Utrecht e al PSV Eindhoven, condite da continui richiami da parte degli allenatori per la svogliatezza che dimostra negli allenamenti oltre che la scarsa dedizione allo studio.
Nel febbraio 2012, a 18 anni, arriva la chiamata di Marco van Basten, ai tempi allenatore dell'Heerenveen, che gli propone un contratto di un anno e mezzo e un posto in prima squadra.
Debutta in prima squadra, e nel calcio professionistico, il 2 agosto 2012 nell'incontro valido per il terzo turno di Europa League contro il Rapid Bucarest (4-0).
L'esordio in Eredivisie avverrà dieci giorni dopo (0-2 contro il N.E.C).

#### Gli anni all'Heracles Almelo
Nell'estate 2013, scaduto il contratto con l'Heerenveen, che decide di non esercitare l'opzione per un altro anno di contratto, arriva la firma con l'Heracles Almelo.
Con la squadra di Almelo, Tannane mostra sin da subito le sue qualità e il suo stile di gioco contribuendo al mantenimento della categoria. 
L'anno successivo, dopo un buon inizio di stagione, viene messo fuori rosa dal tecnico Stegeman che esterna pubblicamente il difficile carattere dell'attaccante.
Terminerà la stagione con 22 presenze, condite da 10 goal, tra Eredivisie e Coppa d'Olanda.
Viene reintegrato in rosa per la stagione 2015/2016 dove riconquista la fiducia dell'allenatore. Nel primo scorcio di stagione, con 7 gol in 11 partite giocate è uno degli artefici dell'ottimo avvio dell'Heracles (alla pausa invernale, la squadra bianconera è quarta dietro alle tre grandi d'Olanda).

#### Saint-Etienne e i prestiti
Nel gennaio 2016 viene ceduto al Saint-Étienne; in un anno e mezzo mette insieme 30 presenze e 3 gol con il club francese. Nell'estate 2017 passa in prestito al Las Palmas ma a gennaio fa ritorno in Francia. Non trovando più spazio, il 12 agosto 2018 viene ceduto in prestito all'Utrecht con cui mette insieme 15 presenze e 1 gol.

#### Vitesse
Il 12 luglio 2019 viene acquistato dal Vitesse con cui firma un contratto triennale.

## Statistiche

### Presenze e reti nei club
Statistiche aggiornate al 5 marzo 2023.
| Stagione               | Squadra                | Campionato             | Campionato | Campionato | Coppe nazionali | Coppe nazionali | Coppe nazionali | Coppe continentali | Coppe continentali | Coppe continentali | Altre coppe | Altre coppe | Altre coppe | Totale | Totale |
| Stagione               | Squadra                | Comp                   | Pres       | Reti       | Comp            | Pres            | Reti            | Comp               | Pres               | Reti               | Comp        | Pres        | Reti        | Pres   | Reti   |
| ---------------------- | ---------------------- | ---------------------- | ---------- | ---------- | --------------- | --------------- | --------------- | ------------------ | ------------------ | ------------------ | ----------- | ----------- | ----------- | ------ | ------ |
| 2012-2013              | Heerenveen             | ED                     | 8          | 0          | CO              | 1               | 0               | UEL                | 3                  | 0                  | -           | -           | -           | 12     | 0      |
| 2013-2014              | Heracles Almelo        | ED                     | 23         | 4          | CO              | 1               | 0               | -                  | -                  | -                  | -           | -           | -           | 24     | 4      |
| 2014-2015              | Heracles Almelo        | ED                     | 19         | 5          | CO              | 3               | 5               | -                  | -                  | -                  | -           | -           | -           | 22     | 10     |
| 2015-gen. 2016         | Heracles Almelo        | ED                     | 11         | 7          | CO              | 2               | 2               | -                  | -                  | -                  | -           | -           | -           | 13     | 9      |
| Totale Heracles Almelo | Totale Heracles Almelo | Totale Heracles Almelo | 53         | 16         |                 | 6               | 7               |                    | -                  | -                  |             | -           | -           | 59     | 23     |
| gen.-giu. 2016         | Saint-Étienne          | L1                     | 10         | 2          | CdF+CdL         | 1+0             | 1+0             | UEL                | 2                  | 0                  | -           | -           | -           | 13     | 2      |
| 2016-2017              | Saint-Étienne          | L1                     | 17         | 1          | CdF+CdL         | 0+1             | 0               | UEL                | 10                 | 1                  | -           | -           | -           | 28     | 2      |
| lug.-set. 2017         | Saint-Étienne          | L1                     | 3          | 0          | -               | -               | -               | -                  | -                  | -                  | -           | -           | -           | 3      | 0      |
| set. 2017-gen. 2018    | Las Palmas             | PD                     | 10         | 0          | CR              | 1               | 0               | -                  | -                  | -                  | -           | -           | -           | 11     | 0      |
| feb.-giu. 2018         | Saint-Étienne          | L1                     | 3          | 0          | CdF+CdL         | -               | -               | -                  | -                  | -                  | -           | -           | -           | 3      | 0      |
| Totale Saint-Étienne   | Totale Saint-Étienne   | Totale Saint-Étienne   | 33         | 3          |                 | 2               | 1               |                    | 12                 | 1                  |             | -           | -           | 47     | 4      |
| 2018-2019              | Utrecht                | ED                     | 15         | 1          | CO              | 2               | 0               | -                  | -                  | -                  | -           | -           | -           | 17     | 1      |
| 2019-2020              | Vitesse                | ED                     | 17         | 5          | CO              | 3               | 1               | -                  | -                  | -                  | -           | -           | -           | 20     | 6      |
| 2020-2021              | Vitesse                | ED                     | 29         | 7          | CO              | 5               | 1               | -                  | -                  | -                  | -           | -           | -           | 34     | 8      |
| 2021-gen. 2022         | Vitesse                | ED                     | 4          | 0          | CO              | 0               | 0               | UEL                | 3                  | 1                  | -           | -           | -           | 7      | 1      |
| Totale Vitesse         | Totale Vitesse         | Totale Vitesse         | 50         | 12         |                 | 8               | 2               |                    | 3                  | 1                  |             | -           | -           | 61     | 15     |
| gen.-giu. 2022         | Göztepe                | SL                     | 5          | 0          | CT              | 0               | 0               | -                  | -                  | -                  | -           | -           | -           | 5      | 0      |
| 2022-2023              | N.E.C.                 | ED                     | 18         | 2          | CO              | 3               | 1               | -                  | -                  | -                  | -           | -           | -           | 21     | 3      |
| Totale carriera        | Totale carriera        | Totale carriera        | 192        | 34         |                 | 23              | 11              |                    | 18                 | 2                  |             | -           | -           | 233    | 47     |

## Palmarès

### Club

#### Competizioni nazionali
- Coppa delle Stelle del Qatar: 1

Umm-Salal: 2023-2024